# Acarospora pseudofuscata
Acarospora pseudofuscata är en lavart som beskrevs av Sipman. Acarospora pseudofuscata ingår i släktet Acarospora och familjen Acarosporaceae.   Inga underarter finns listade i Catalogue of Life.